# Verwarnung mit Strafvorbehalt
Die Verwarnung mit Strafvorbehalt ist im deutschen Strafrecht eine spezielle in § 59 StGB geregelte Sanktion in einem Urteil eines Strafgerichtes oder einem Strafbefehl, die unter bestimmten Voraussetzungen verhängt werden kann. Durch diese Sanktion wird der Täter verwarnt und das Gericht behält sich die Verhängung einer genau bezeichneten Geldstrafe vor, falls der Täter erneut straffällig wird oder Auflagen oder Weisungen, die mit der Verwarnung verbunden sind, nicht erfüllt.
Die Voraussetzungen sind erfüllt, wenn zu erwarten ist, dass der Täter keine weiteren Straftaten begehen wird, die Würdigung der Tat und der Persönlichkeit des Täters besondere Umstände ergibt, und die Verteidigung der Rechtsordnung eine Verurteilung zu Strafe nicht gebietet.
Es wird wie bei der Aussetzung einer Freiheitsstrafe zur Bewährung ein Bewährungsbeschluss erlassen, der dem Verurteilten spezielle Auflagen oder Weisungen nach § 59a StGB auferlegt (z. B. Schadenswiedergutmachung). Sollte der Verwarnte den Auflagen und Weisungen entsprechen und es nicht zu einem Widerruf im Sinne des § 59b Abs. 1 StGB kommen, stellt das Gericht per Beschluss fest, dass es mit der Verwarnung sein Bewenden hat, § 59b Abs. 2 StGB. Nach der Rechtskraft dieses Beschlusses gilt der Verwarnte als nicht vorbestraft. Auch der Eintrag im Bundeszentralregister wird nun gelöscht.
Eine Verwarnung mit Strafvorbehalt kann grundsätzlich auch bei überlanger Verfahrensdauer (im Rahmen der  Gesamtwürdigung von Tat und Persönlichkeit des Täters) notwendig werden.
In der Schweiz existiert eine ähnliche Sanktion in Form der bedingten Geldstrafe.